# Automatyka bezpieczeństwa pociągu
Automatyka bezpieczeństwa pociągu (ABP) – zespół urządzeń odpowiedzialnych za bezpieczeństwo jazdy pojazdu trakcyjnego.
W Polsce do systemów automatyki bezpieczeństwa pociągu zalicza się przede wszystkim: SHP (samoczynne hamowanie pociągu), CA (czuwak aktywny) oraz Radio-Stop. Urządzenia SHP oraz CA kontrolują czujność maszynisty. Zadaniem systemu Radio-Stop jest wstrzymanie ruchu wszystkich pojazdów trakcyjnych będących w strefie bezpośredniego zagrożenia ruchu kolejowego.
Działanie urządzeń automatyki bezpieczeństwa pociągu oraz czujność maszynisty rejestrowane są za pomocą prędkościomierza wskazująco-rejestrującego (rodzaj tachometru) firmy Sécheron Hasler (dawniej Hasler).